# Seututie 685
Pour les articles homonymes, voir Route 685.
La route régionale 685 (finnois : Seututie 685) est une route régionale allant de Malax jusqu'à Kainasto à Kauhajoki en Finlande,,.

## Présentation
La seututie 685 est une route régionale d'Ostrobotnie et d'Ostrobotnie du Sud.